# Wolfgang Fritsch
Wolfgang Fritsch (4 de agosto de 1949) es un deportista alemán que compitió para la RFA en remo. Ganó dos medallas en el Campeonato Mundial de Remo, bronce en 1974 y oro en 1975.

## Palmarés internacional
| Campeonato Mundial | Campeonato Mundial       | Campeonato Mundial | Campeonato Mundial      |
| Año                | Lugar                    | Medalla            | Prueba                  |
| ------------------ | ------------------------ | ------------------ | ----------------------- |
| 1974               | Lucerna (Suiza)          | Medalla de bronce  | Ocho con timonel ligero |
| 1975               | Nottingham (Reino Unido) | Medalla de oro     | Ocho con timonel ligero |